# SWFTools
SWFTools es un grupo de herramientas de de código abierto para crear y manipular ficheros SWF. SWF es el formato utilizado por el software de animación Adobe Flash (anteriormente Macromedia Flash). SWFTools ha sido liberado bajo licencia GPL, y funciona en entornos Windows, Mac OS X, Linux y otros sistemas tipo Unix
La herramienta principal es swfc, que recoge la descripción de la animación Flash en un lenguaje sencillo y genera el fichero de salida SWF. Es posible incluir scripts ActionScript en el fichero generado. SWFTools también incluye la biblioteca RFXSWF, permitiendo a programas de terceros generar ficheros SWF.
SWFTools incluye algunas herramientas para convertir el contenido de formatos PDF, JPEG, GIF, WAV y AVI en SWF, y otras para extraer la información y el contenido de ficheros SWF.